# Suore di San Giuseppe di Treviri
Le Suore di San Giuseppe (in tedesco Josef-Schwestern von Trier) sono un istituto religioso femminile di diritto pontificio.

## Storia
La congregazione fu fondata il 30 settembre 1891 a Treviri da Josephine Schaffgotsch sotto la guida del vescovo del luogo, Michael Felix Korum.
In origine le religiose dell'istituto si dedicano a opere in favore di domestiche, operaie e carcerate.
L'istituto ricevette il pontificio decreto di lode il 30 aprile 1929 e le sue costituzioni ottennero l'approvazione definitiva il 2 agosto 1938.

## Attività e diffusione
Le suore si dedicano all'opera degli esercizi spirituali, all'insegnamento della religione, alle opere parrocchiali e sociali.
Oltre che in Germania, sono presenti in Austria e Bolivia; la sede generalizia è a Treviri.
Alla fine del 2015 l'istituto contava 38 religiose in 6 case.